# Scapania subalpina
Scapania subalpina là một loài rêu trong họ Scapaniaceae. Loài này được (Nees ex Lindenb.) Dumort. mô tả khoa học đầu tiên năm 1835.